# Campeonato Sub-15 de la Concacaf
El Campeonato Sub-15 de la Concacaf es un torneo internacional de fútbol de selecciones de jugadores de 15 años o menos. Sigue los mismos paramétros o moldes que el Campeonato Sub-17 de la Concacaf y el Campeonato Sub-20 de la Concacaf. Su primera edición tuvo lugar en 2013 en Islas Caimán.

## Campeonatos
| Año          | Sede                           |                  | Campeón | Final Resultado  | Subcampeón    |                | Tercer lugar     | Resultado | Cuarto lugar |
| 2013 Detalle | · Islas Caimán                 | · Honduras       | 2:1     | · Guatemala      | · El Salvador | 2:0            | · Bermudas       |           |              |
| 2017 Detalle | Estados Unidos                 | · México         | 2:0     | · Estados Unidos | · Canadá      | 2:1            | · Panamá         |           |              |
| 2019 Detalle | Estados Unidos                 | · Portugal       | 2:0     | · Eslovenia      | · Canadá      | Lig.           | · Estados Unidos |           |              |
| 2023 Detalle | Curazao y República Dominicana | · Estados Unidos | 4:2     | · México         | · Haití       | 3:1            | · Jamaica        |           |              |
| 2025 Detalle | Costa Rica                     | · México         | 5:0     | · Estados Unidos | · Costa Rica  | 3:3 (4:2, pen. | · Panamá         |           |              |